# Aloe termetophyla
Aloe termetophyla é uma espécie de liliopsida do gênero Aloe, pertencente à família Asphodelaceae.